# 1798

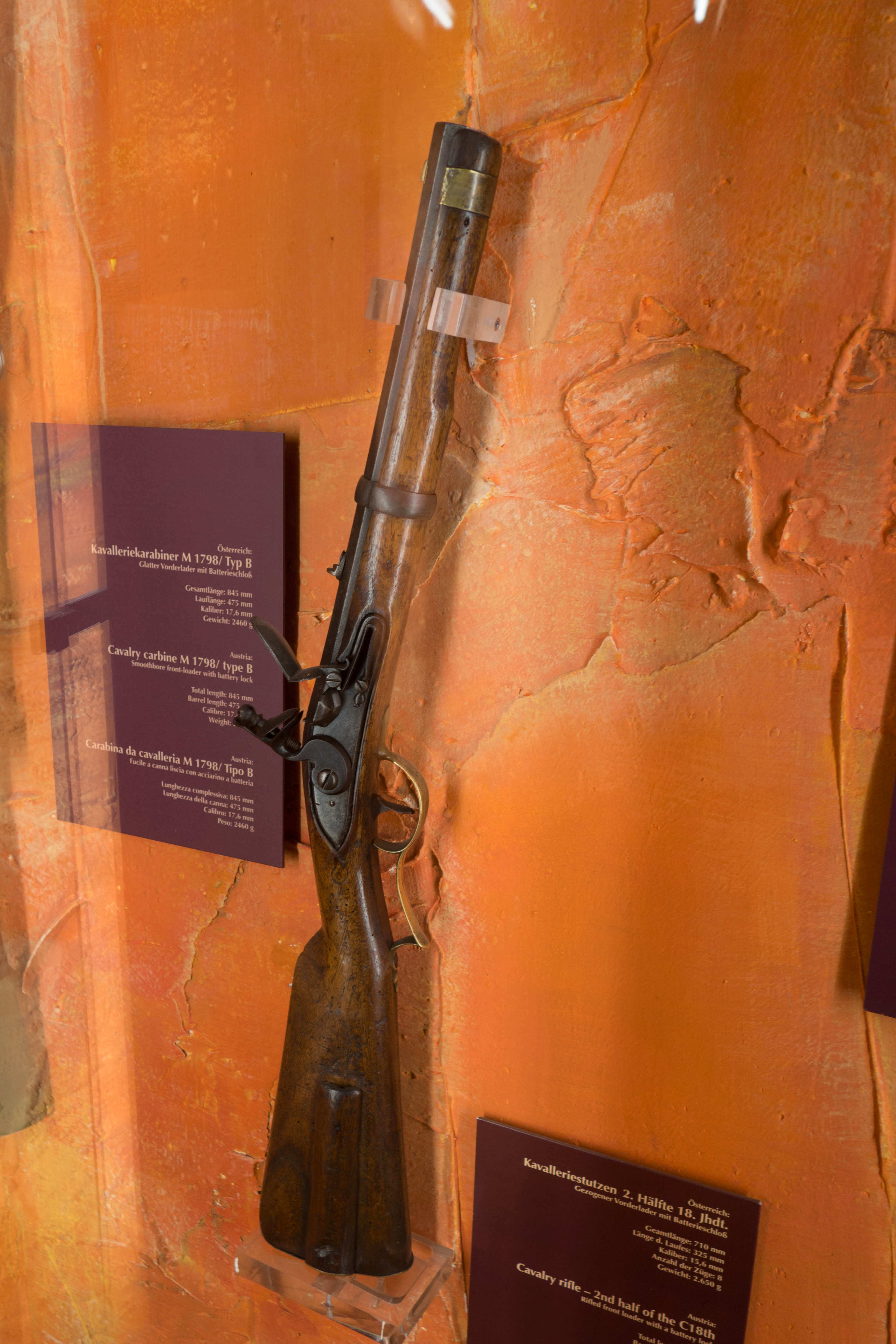
سلاح أُسترالي من عام 1798

## الأحداث
- قيام مناع أبو رجلين بالإغارة على الكويت.
- حملة علي الكهية على الإحساء والتي انتهت بالفشل.
- دخول الحملة الفرنسية إلى الإسكندرية 30 يونيو
- تم سيطرة الحملة على القاهرة 22 يونيو
- استلام الشيخ فارس بن محمد الجربا حكم قبيلة شمر.
- بداية حرب التحالف الثاني في 1798 والتي انتهت في 1801.
- وقوع ثورة الفلاحين بداية من 12 أكتوبر 1798 إلى 5 ديسمبر 1798.
- بداية شبه الحرب في 7 يوليو 1798 والتي انتهت في 30 سبتمبر 1800.

## مواليد
- أوغست كونت
- توماس هودجكن
- جاكومو ليوباردي
- جيمس سيفير كونواي
- جوستاف بارثي
- ديلاكروا

## وفيات
- جاكومو كازانوفا
- جورج فانكوفر
- لويجي جالفاني
- موسى ليتل
- 6 سبتمبر - إعدام الثائر المصري محمد كريم على يد قائد الحملة الفرنسية نابليون بونابرت.